# Systegium cryptocarpum
Systegium cryptocarpum là một loài rêu trong họ Pottiaceae. Loài này được (Broth.) Paris mô tả khoa học đầu tiên năm 1905.